# CS Universitatea Cluj-Napoca (rugby à XV)
Pour le club omnisport, voir CS Universitatea Cluj-Napoca.
Dernière mise à jour : 27 mars 2013.
Le CS Universitatea Cluj-Napoca ou U Cluj est un club roumain de rugby à XV basé à Cluj-Napoca évoluant dans le championnat de Roumanie, la Divizia Națională.

## Historique
CS Universitatea Cluj-Napoca est créé en 1949, en tant que section rugby du club omnisports éponyme.
À l'occasion de la saison 2013 de la Super Liga, le club délocalise plusieurs matchs dans le Cluj Arena, stade de plus de 30 000 places.